# Ulpio Minucci
Ulpio Minucci (Campobello di Mazara, 29 giugno 1917 – Los Angeles, 9 marzo 2007) è stato un compositore e musicista italiano naturalizzato statunitense.

## Biografia
Ulpio Minucci compì i suoi studi all'Accademia di Santa Cecilia di Roma e al Conservatorio di Palermo, dove si diplomò in pianoforte. Successivamente emigrò negli Stati Uniti d'America, dove scrisse diverse canzoni di successo a partire dagli anni Cinquanta, tra le quali "Domani" (interpretata, tra gli altri, da Bing Crosby), "A Thousand Thoughts of You" e "Felicia" (interpretate da Nat King Cole). Fu nominato per due Emmy Award per il suo lavoro nella  Saga of Western Man trasmessa dall'ABC nel 1964 e 1965. Acquisì notorietà anche tra gli appassionati di anime in quanto autore del tema principale e della colonna sonora della serie televisiva animata Robotech.
Suonò anche il pianoforte nell'album di jazz del 1974 Round Trip, del sassofonista giapponese Sadao Watanabe.
Il 10 gennaio 1989 tentò di citare in giudizio Frank Agrama e la sua compagnia Harmony Gold per violazione dei diritti d'autore e altri capi d'accusa. La causa fu archiviata il 1º marzo 1989 senza che si arrivasse ad una convocazione.
Ulpio Minucci morì per cause naturali nella propria casa di Brentwood, a Los Angeles, il 9 marzo 2007.

### Vita privata
Nel 1952 Minucci sposò sua moglie Catherine, dalla quale ebbe un figlio, Chieli, e una figlia, Nina. Chieli Minucci è divenuto un chitarrista jazz vincitore di un Emmy e ha inciso cover di alcuni dei brani di suo padre. Anche il figlio di Chieli, Gianluca Minucci, è un famoso chitarrista.

## Opere
- Saga of Western Man (1964) – colonna sonora
- Quel rosso mattino di giugno (1975) – direttore musicale
- The White Lions (1981) – supervisore musicale
- Robotech (1985) – colonna sonora
- Robotech: The Movie (1986) – tema originale
- Robotech II: The Sentinels (1988) – tema originale
- Robotech: Battlecry (2002) – tema originale
- Robotech: The Shadow Chronicles (2006) – tema originale